# NGC 1100
NGC 1100 este o intermediate spiral galaxy⁠(d) situată în constelația Eridanul. A fost descoperită în 17 octombrie 1885 de către Francis Leavenworth. Se află la o distanță de 71,12 de megaparseci de Pământ.